# Mbagnick Ndiaye (judo)
Pour les articles homonymes, voir Mbagnick Ndiaye et Ndiaye.
Mbagnick Ndiaye est un judoka sénégalais né le 5 novembre 1993. Il est le frère de Saliou Ndiaye.

## Carrière
Mbagnick Ndiaye remporte sa première médaille internationale en 2014, en obtenant la médaille de bronze des -100 kg aux championnats d'Afrique.
En 2017 il décroche deux nouvelles médailles continentales : le bronze en plus de 100 kg et l'argent en toutes catégories. Quelques mois plus tard, il termine deuxième aux Jeux de la Francophonie.
Il est médaillé d'argent en plus de 100 kg aux Championnats d'Afrique de judo 2018 à Tunis.
En avril 2019 au Cap, il devient champion d'Afrique des + de 100 kg ; il enchaîne par une médaille d'or aux Jeux africains de 2019 à Rabat. Il conserve son titre aux Championnats d'Afrique de judo 2020 à Antananarivo. Il est nommé sportif sénégalais de l'année 2019 par l'Association nationale de la presse sportive.
Il conserve son titre africain en 2020, alors qu'il étudie à l'université Grenoble-Alpes.
Il est nommé porte-drapeau de la délégation sénégalaise aux Jeux olympiques d'été de 2020 à Tokyo, avec la nageuse Jeanne Boutbien.
Il est médaillé d'argent dans la catégorie des plus de 100 kg aux Championnats d'Afrique 2025 à Abidjan, s'inclinant en finale face à l'Égyptien Mohamed Aborakia (pl).

## Palmarès
| Année | Compétition                    | Lieu         | Résultat | Catégorie         |
| ----- | ------------------------------ | ------------ | -------- | ----------------- |
| 2010  | Championnats d'Afrique juniors | Dakar        | 5e       | Moins de 100 kg   |
| 2014  | Championnats d'Afrique         | Port-Louis   | 3e       | Moins de 100 kg   |
| 2014  | Championnats d'Afrique         | Port-Louis   | 5e       | Toutes catégories |
| 2015  | Championnats d'Afrique         | Libreville   | 5e       | Toutes catégories |
| 2015  | Jeux africains                 | Brazzaville  | 7e       | Moins de 100 kg   |
| 2016  | Championnats d'Afrique         | Tunis        | 5e       | Moins de 100 kg   |
| 2017  | Championnats d'Afrique         | Antananarivo | 3e       | Plus de 100 kg    |
| 2017  | Championnats d'Afrique         | Antananarivo | 2e       | Toutes catégories |
| 2017  | Jeux de la Francophonie        | Abidjan      | 2e       | Plus de 100 kg    |
| 2018  | Championnats d'Afrique         | Tunis        | 2e       | Plus de 100 kg    |
| 2018  | Championnats d'Afrique         | Tunis        | 7e       | Toutes catégories |
| 2019  | Championnats d'Afrique         | Le Cap       | 1er      | Plus de 100 kg    |
| 2019  | Jeux africains                 | Rabat        | 1er      | Plus de 100 kg    |
| 2020  | Championnats d'Afrique         | Antananarivo | 1er      | Plus de 100 kg    |
| 2021  | Championnats d'Afrique         | Dakar        | 3e       | Plus de 100 kg    |
| 2022  | Championnats d'Afrique         | Oran         | 3e       | Plus de 100 kg    |
| 2023  | Championnats d'Afrique         | Casablanca   | 1er      | Plus de 100 kg    |
| 2024  | Jeux africains                 | Accra        | 2e       | Plus de 100 kg    |
| 2024  | Championnats d'Afrique         | Le Caire     | 3e       | Plus de 100 kg    |
| 2025  | Championnats d'Afrique         | Abidjan      | 2e       | Plus de 100 kg    |